# (1640) Nemo
(1640) Nemo est un astéroïde de la ceinture principale aréocroiseur.

## Description
(1640) Nemo est un astéroïde aréocroiseur. Il fut découvert par Sylvain Arend le 31 août 1951 à Uccle. Il présente une orbite caractérisée par un demi-grand axe de 2,29 UA, une excentricité de 0,341 et une inclinaison de 7,101° par rapport à l'écliptique.
Il fut nommé en hommage au Capitaine Nemo, personnage principal de Vingt Mille Lieues sous les mers de Jules Verne.

## Compléments